# Atteva teratias
Atteva teratias is een vlinder uit de familie Attevidae. De wetenschappelijke naam van de soort werd in 1907 gepubliceerd door Edward Meyrick.